# Ketupa Pelova
Ketupa Pelova, také ketupa Peliova (Scotopelia peli, Strix peli) je druh sovy z čeledi puštíkovití (Strigidae) a rodu Scotopelia. Druh popsal Charles Lucien Jules Laurent Bonaparte v roce 1850. Je monotypický, může se však u něj vyskytovat řada vzorů a zbarvení. Dle Mezinárodního svazu ochrany přírody je řazen mezi málo dotčené druhy.

## Výskyt
Ketupa Pelova se vyskytuje v asi 30 zemích Afriky jižně od pouště Sahara. Obývá oblast táhnoucí se ze Senegalu a Gambie na východ až do Somálska a dále na daleký jih (Namibie, Jihoafrická republika). Ve Svazijsku pravděpodobně vymizela. K životu dávají ketupy přednost lesům poblíž močálů, menších jezer či řek, žijí především v povodí řek Zambezi a Kongo. Najít je lze i na lesnatých ostrovech velkých řek a jezer (pokud jsou blízko břehu). Žijí až do výšky 1 700 m n. m.

## Popis
Ketupa Pelova se řadí mezi největší druhy sov, měří 51 až 61 cm, hmotnost se odhaduje na 2 055 až 2 325 g. Délka jednoho křídla dosahuje 42,3 až 44,5 cm, celkové rozpětí křídel přes 1,5 m. Hlava je velká a kulatá a kvůli načechranému peří působí rozcuchaným dojmem, ocas je krátký. Černohnědé oči působí „bezedně”. Kvůli tomu, že ketupa Pelova loví převážně ryby, jí na končetinách neroste peří, aby se nenamočila, a na pařátech má šupinky, jež umožňují lepší úchop. Na rozdíl od většiny sov nelétá neslyšně a mávání mohutnými křídly vydává značný hluk. Sova může mít různé zbarvení, obvykle je rezavohnědé s tmavými skvrnkami a několika proužky na hřbetě, světlejší na břiše (opět s proužkováním), rovněž křídla a ocasní peří mají proužkovaný vzor. Na hrdle je bílé peří a jeho barva vyniká především při zpěvu. Zobák má černé zbarvení. U tohoto druhu není vyvinut zřetelný pohlavní dimorfismus, samice bývají světlejší. Mladí jedinci jsou převážně bělaví se žlutavým nádechem. Ptáci opouštějící hnízdo již vypadají podobně jako dospělci, ale jsou světlejší.

### Záměna
Záměna může nastat s druhem ketupa Bouvierova (Scotopelia bouvieri), která žije především v nížinatých pralesních oblastech v Kongu, je však světlejší, má žlutý zobák a tmavé peří na hlavě. Podobná je také ketupě červenavé (Scotopelia ussheri).

## Chování

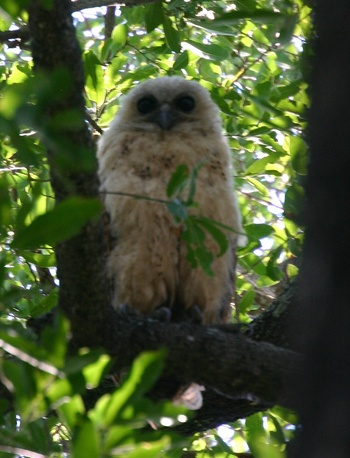
Mládě

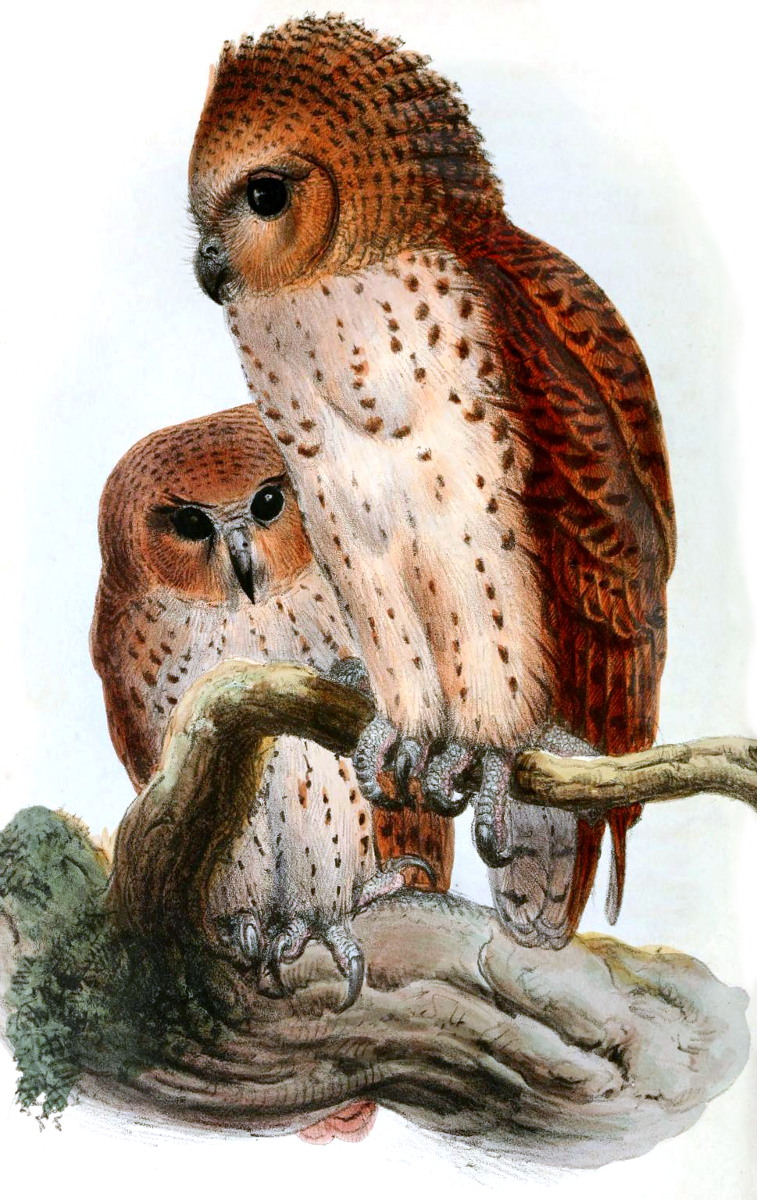
Kresba dvou ketup Pelových z roku 1859

Ketupa Pelova je převážně noční druh, avšak někdy může být aktivní i za dne. Den tráví obvykle v párech na větvích ve stínoví vysokých stromů. Místo hřadování lze většinou odhalit podle odhozených zbytků potravy. Jedno místo mohou obývat i delší dobu. Samci vydávají hluboké volání, jež je slyšet do vzdálenosti až 3 km, houkání samic je vyšší, ale podobné. Volání sovy opakují v kratších intervalech (asi 10 sekund). Hlasově jsou tyto sovy nejaktivnější za měsíčních nocí, především před východem slunce. Potravu tvoří především ryby; preferuje ty s hmotností od 100 do 200 g, ale dovede lapit i dvoukilového jedince. Mimoto se živí i ostatními vodními živočichy, například žábami, kraby či hmyzem, avšak umí ulovit i malého krokodýla. Lov probíhá obvykle z větve, která visí nad vodou, někdy však také ketupa vybírá kořist v mělkých vodách poblíž písčin. Není spolehlivě objasněno, jak sova kořist lokalizuje, ale patrně podle drobných vlnek na vodě. Poté se snese dolů a uchopí ji pařáty. Pouze zřídka se při lovu sama namočí. 

### Rozmnožování
Rozmnožování ketup Pelových nastává převážně od února do dubna, v jižní Africe od května do července. Je načasováno tak, aby se mláďata narodila v období sucha, kdy jsou vodní hladiny nižší a je snazší ulovit kořist. Ketupy Pelovy vytvářejí monogamní páry, které si střeží své území před ostatními ketupami. Vejce velká 5,2 × 6,2 cm klade samice do hnízda uvnitř dutiny ve stromě ve výšce 3–12 m. Snůška může činit až 2 vejce, avšak obvykle přežije pouze jedno z mláďat. O vejce se stará pouze samička, zatímco samec jí donáší potravu. V případě, že nějaký nepřítel napadne hnízdící samici ketupy, ta vydává hlasité zvuky a předstírá zranění. Po inkubační době, jež trvá zhruba 32 dní, se vylíhnou mláďata o váze 60–70 g. Mláďata rychle rostou a vzletnosti dosahují při hmotnosti 1,4 až 1,7 kg. Na domovském území zůstávají 6–9 měsíců. Pohlavní dospělosti dosahují ve dvou letech věku.

## Ohrožení
Nebezpečí pro ketupu Pelovu představuje vysoušení vodních oblastí, které obývá, znečišťování vod, nadměrný rybolov, kácení stromů a také stavby přehrad. Následkem toho její počty klesají a lokálně začíná být vzácná. Má však velký areál rozšíření, který nedosahuje hodnot pro zranitelné druhy a jeho populace je pravděpodobně početná a stabilní. Z těchto důvodů Mezinárodní svaz ochrany přírody hodnotí ketupu Pelovu jako málo dotčený druh. Vyskytuje se v řadě chráněných oblastí, například v Krugerově národním parku, a je zapsána na přílohu II Úmluvy o mezinárodním obchodu s ohroženými druhy volně žijících živočichů a rostlin.

## Chov v zoo
Tento druh sovy patří mezi extrémně vzácně chované. 
V září 2019 byly v rámci Evropy chovány pouze v jedné zoo – v Zoo Praha, kam byly v červenci 2019 přivezeny dva páry, a to z neveřejného chovatelského areálu Monticello v severní Itálii. Chov v evropských veřejných zařízeních tak byl obnoven po dvaceti letech. Zoo tyto rybí sovy získala na základě úspěchů v chovu ketup malajských. Expozičně byla ketupa Pelova představena v září 2019, a to v rámci voliér tropických sov u pavilonu tučňáků v dolní části zoo.
Zoo Praha byla v roce 2019 dokonce jedinou veřejnou institucí na světě, která ketupu Pelovu chová. Počátkem roku 2024 se v pražské zoo vylíhlo první mládě, o které ovšem rodiče ztratili po několika dnech zájem. Chovatelé se proto rozhodli umístit mládě do inkubátoru a dokrmovat ručně – holátky myší a potkanů, později i rybami. Odrostlé mládě v dobré kondici bylo na konci března 2024 vráceno zpět do blízkosti a následně do přímé společnosti rodičů, což je důležitý krok pro další vývoj mladého ptáka. Pražská zoologická zahrada se stala první zoologickou zahradou na světě, která ketupu Pelovu úspěšně odchovala.